# المكتبة الظاهرية
المكتبة الظاهرية من أقدم المكتبات في مدينة دمشق، سوريا ومن أهم المكتبات العربية. أسسها الظاهر بيبرس عام 676هـ. وتقع ضمن المدرسة الظاهرية الكائنة في باب البريد بجانب المسجد الأموي في دمشق القديمة.
كانت تحوي نفائس المراجع وكمًّا كبيرا من الكتب والمخطوطات والمراجع، وضُمت إليها العديد من المكتبات الأخرى على مرِّ السنين وتعد واحدة من أهم المكتبات العربية، كما أوقف الكثير من المسلمين كتبهم على طلابها، إذ كانت في أول أمرها مدرسة.
نُقلت مخطوطاتها ومراجعها حاليا لحفظها في المكتبة الوطنية المركزية مكتبة الأسد التي تعد أكبر المكتبات وأهمها وتحتوى على آلاف من أمهات الكتب والمراجع والمخطوطات النادرة.
أمضى عالم الحديث محمد ناصر الدين الألباني أحد أعلام دمشق فترة من الزمن في المكتبة الظاهرية وهو يقوم بفهرسة كتب الحديث فيها، وألّف كتابًا بعمله أسماه فهرس مخطوطات المكتبة الظاهرية، ويذكر الألباني في كتابه هذا أن ما دعاه إلى فعل ذلك هو البحث عن ورقة ضائعة من مخطوط لكتاب ذم الملاهي للحافظ ابن أبي الدنيا، حيث مر ودقق آلاف المخطوطات من أجل العثور عليها إلا أنه في النهاية لم يتمكن من ذلك.[إخفاق التحقق]

## نبذة عن المكتبة الظاهرية
تعد المكتبة الظاهرية من أغزر المكتبات في العالم الإسلامي بل وفي العالم أجمع لما تضمه بين جنباتها من تراث العالم.
وقد أنشئت المكتبة في حي باب البريد في مدينة دمشق القديمة قبالة المدرسة العادلية الكبرى سنة 676هـ الموافق 1277م. وكانت في الأصل دارًا لأحمد بن الحسين العقيقي -من وجهاء الأشراف بدمشق- والمتوفى سنة 368هـ، ثم تولى الملك السعيد ابن الملك الظاهر بيبرس البندقداري بناء التربة والمدرسة الظاهرية فيها بعد وفاة أبيه سنة 678هـ الموافق 1276م. ونقلت جثمانه المدفون في قلعةٍ إليها. ثم أنشئت هذه المكتبة سنة 1296هـ الموافق 1879م.
وتعود مقتنيات المكتبة الظاهرية ومخطوطاتها من مكتبات أخرى منتشرة في أنحاء دمشق القديمة. وتمت عملية الجمع في نهاية القرن التاسع عشر في عهد ولاية مدحت باشا ثم حمدي باشا وذلك بفضل نشاط الشيخ طاهر الجزائري وسليم البخاري ومجموعة من العلماء الدمشقيين الذين رغبوا في أن تحفظ جميع المخطوطات في مكان واحد لحصر الإشراف عليها خوفا من ضياعها ولزيادة الاستفادة منها، وتم لهذه الغاية تأسيس المكتبة العمومية التي جمعت فيها المخطوطات من عشر مكتبات خاصة، واتخذ من تربة الملك الظاهر مكانًا لها لتسمى بعد ذلك باسم المكتبة الظاهرية.

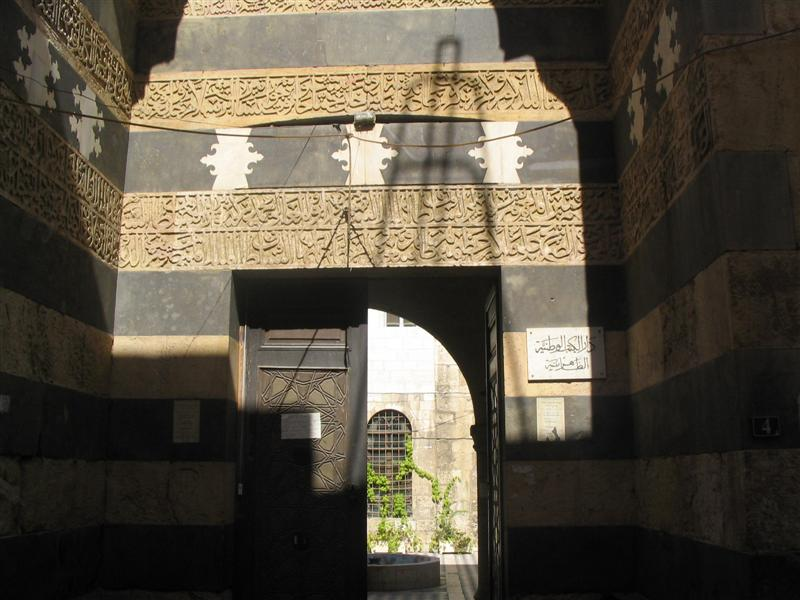
مدخل المكتبة الظاهرية

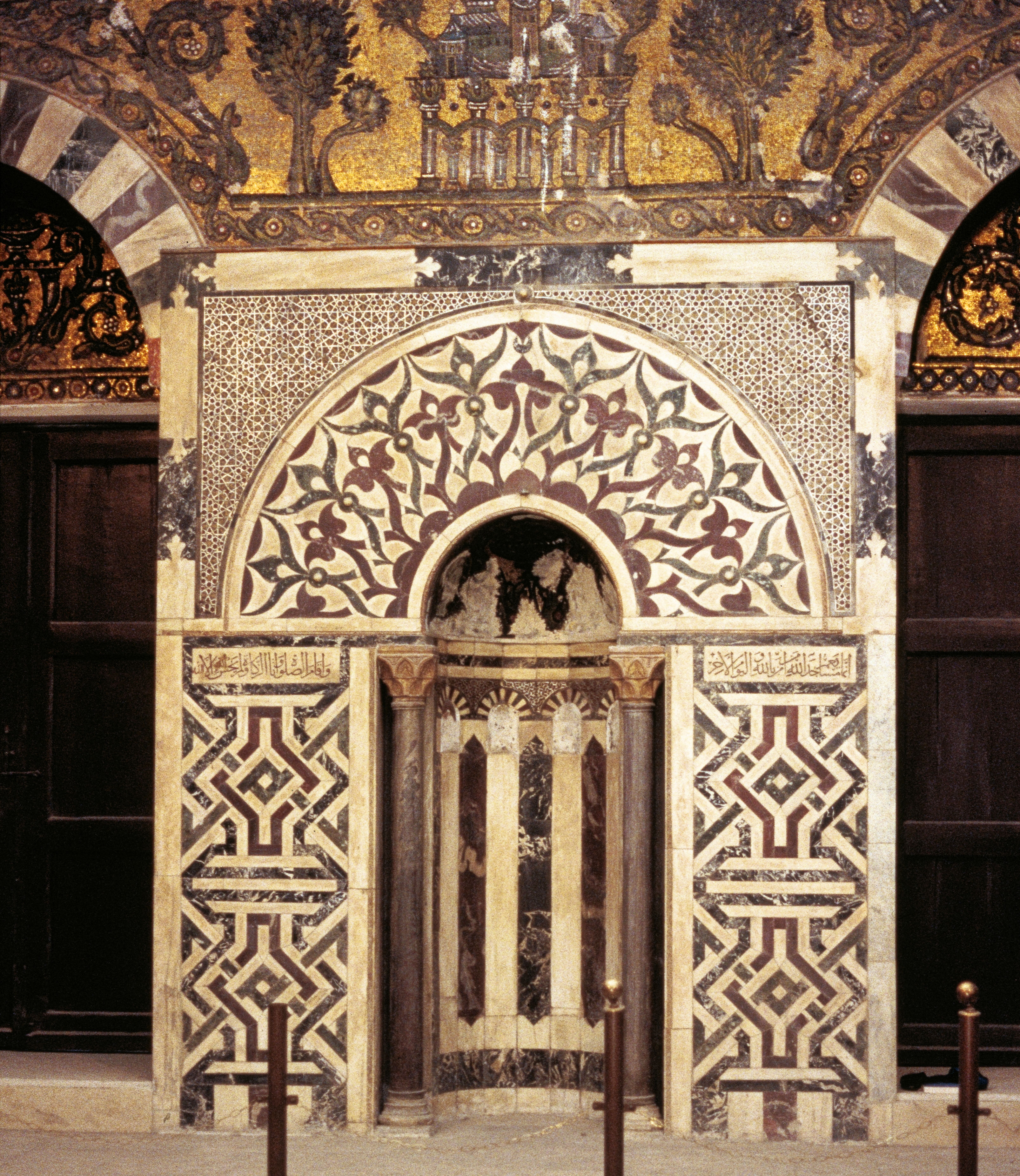
محراب الصلاة في المدرسة الظاهرية في دمشق.

والمكتبات العشر التي تم جمع المخطوطات منها هي:
المكتبة العمرية وما ضم إليها من المكتبة الضيائية ـ مكتبة سليمان باشا ـ مكتبة الملا عثمان الكردي ـ مكتبة مراد النقشبندي مكتبة السميساطية ـ مكتبة الياغوشية ـ مكتبة الخياطين ـ مكتبة الأوقاف ـ مكتبة بيت الخطابة.
وهذه المكتبات هي التي جاء ذكرها في سجل المكتبة العمومية في دمشق المطبوع عام 1299هـ:
1. المكتبة العمرية: ومكانها في المدرسة العمرية التي أنشأها الشيخ أبو عمر محمد بن أحمد بن محمد بن قدامة المقدسي المتوفى سنة 607هـ، وهي في الأصل خاصة بالحنابلة الذين هاجروا من القدس عام 551هـ هربا من الفرنجة واستقروا على سفح جبل قاسيون وزادت محتويات هذه المكتبة كثيرا بعد أن ضمت إليها مخطوطات المكتبة الضيائية في نهاية القرن التاسع عشر، ولكن مجموعة من محتويات المكتبة العمرية والضيائية ضاعت ولم ينقل إلى الظاهرية منها إلا نحو 416 مجلدا.
2. مكتبة عبد الله باشا: وتضم مجموعة الكتب التي أوقفها الوزير عبد الله باشا العظم وابنه محمد باشا لطلبة العلم في المدرسة التي بناها محمد باشا سنة 1193هجرية بدمشق.
3. مكتبة سليمان باشا: وتضم مجموعة المخطوطات التي وقفها والي دمشق سليمان باشا لأهل العلم وجعلها في المدرسة السليمانية التي بناها عام 1150هجرية بباب البريد، وبلغ مجموع ما نُقل منها إلى الظاهرية 127مجلدا.
4. مكتبة الملا عثمان الكردي: وكان مقرها في المدرسة السليمانية، ونقلت إلى الظاهرية مع مجموعة كتب السليمانية، كان عدد مخطوطاتها 313 مجلدا.
5. مكتبة مراد النقشبندي (المكتبة المرادية): التي نقلت منها إلى الظاهرية 246 مجلدا، ما عدا الدشت.
6. المكتبة السميساطية: وكانت في المدرسة السميساطية الكائنة شمالي الجامع الأموي، وهذه المدرسة كانت دارا لأبي القاسم علي بن محمد السلمي السميساطي. وقد ضاع العديد من مجلداتها ولم يصل للظاهرية منها إلا 78 مجلدا.
7. المكتبة الياغوشية: وكان مقرها مدرسة سياوش باشا.
8. مكتبة الخياطين: وقفها الوزير اسعد باشا العظم عام 1165هـ بعد أن جمع فيها مجموعة من الكتب وجعلها في مدرسة.
9. مكتبة الأوقاف: وقد تم جمع مجموعاتها من بقايا بعض المكتبات القديمة، وبلغ عدد مجلداتها التي نقلت إلى الظاهرية 67 مجلدا.
10. مكتبة بيت الخطابة: وكان مقرها في حجرة بيت الخطابة في الجامع الأموي. وقد تلف كثير من محتوياتها إثر الحريق الذي حدث في الجامع عام 1893ميلادي ولم يصل منها إلى الظاهرية إلا ( 73 ) مجلدا.

كما أن مكتبة الأمويين تحتفظ بمجموعة كبيرة من المخطوطات التي آلت إليها من المكتبات الأخرى كما يشير لذلك ( فهرس المخطوطات العربية المحفوظة في مكتبة الأمويين والمطبوع عن طريق المكتبة عام 1993 م ) هذا مجمل ما يخص مكتبة الظاهرية.

## أقسام المكتبة الظاهرية
قسم المطبوعات، قسم المخطوطات، قسم البصريات، قسم التصوير.
ربطت المكتبة الظاهرية بدائرة الأوقاف حتى عام 1919 ثم ألحقت بديوان المعارف بعدها.
بلغ عدد المخطوطات التي تلقتها الدار كهدية 4612 مخطوطاً أما المطبوعات فبلغ ما أهدي إلى المكتبة 1206 كتاباً.
أما الذين أهدوا مكتباتهم إلى الظاهرية أو أهدى ورثتهم مكتباتهم إليها فهم:
- مكتبة عبد الغني القادري 946 كتاباً.
- مكتبة محمد طاهر أبو حرب 919 كتاباً.
- مكتبة الدكتور رشاد الجاسم 464 كتاباً.
- مكتبة محمد عارف المنير 244 كتاباً.
- مكتبة سعيد الخاني 190 كتاباً.
- من المكتبة البريكية 179 كتاباً.
- مكتبة رفيق التميمي 173 كتاباً.

## روابط خارجية
- يوتيوب : المكتبة الظاهرية.